# 華德大樓
華德大樓是上海市的一座歷史建築，位於黃浦區四川中路620號。華德大樓竣工於1920年代，被列入上海市第五批優秀歷史建築名單。